# فريجا زواريتز
فريجا زواريتز (بالعبرية: פריג'א זוארץ) (7 ديسمبر 1907 – 30 أبريل 1993) كان سياسيًا إسرائيليًا شغل منصب عضو في الكنيست عن الحزب الديني الوطني بين عامي 1955 و1969.

## السيرة الشخصية
وُلد زواريتز في ليبيا، وعمل مدرسًا وكان ناشطًا صهيونيًا. لقد قام هاجر إلى إسرائيل في عام 1949، وأصبح رئيسًا للجنة المجتمع الليبي. كما انضم إلى الحزب الديني الوطني، وانتخب لعضوية الكنيست على قائمته في انتخابات عام 1955. أعيد انتخابه في انتخابات عام 1959 وانتخابات عام 1961. ومع أنه فقد مقعده في انتخابات نوفمبر 1965، إلا أنه عاد إلى الكنيست كبديل لشبتاي دانيال في 1 ديسمبر من نفس العام. لكنه فقد مقعده للمرة الثانية والأخيرة في انتخابات عام 1969.
توفي عام 1993 عن عمر يناهز 85 عامًا.